# Millefleur

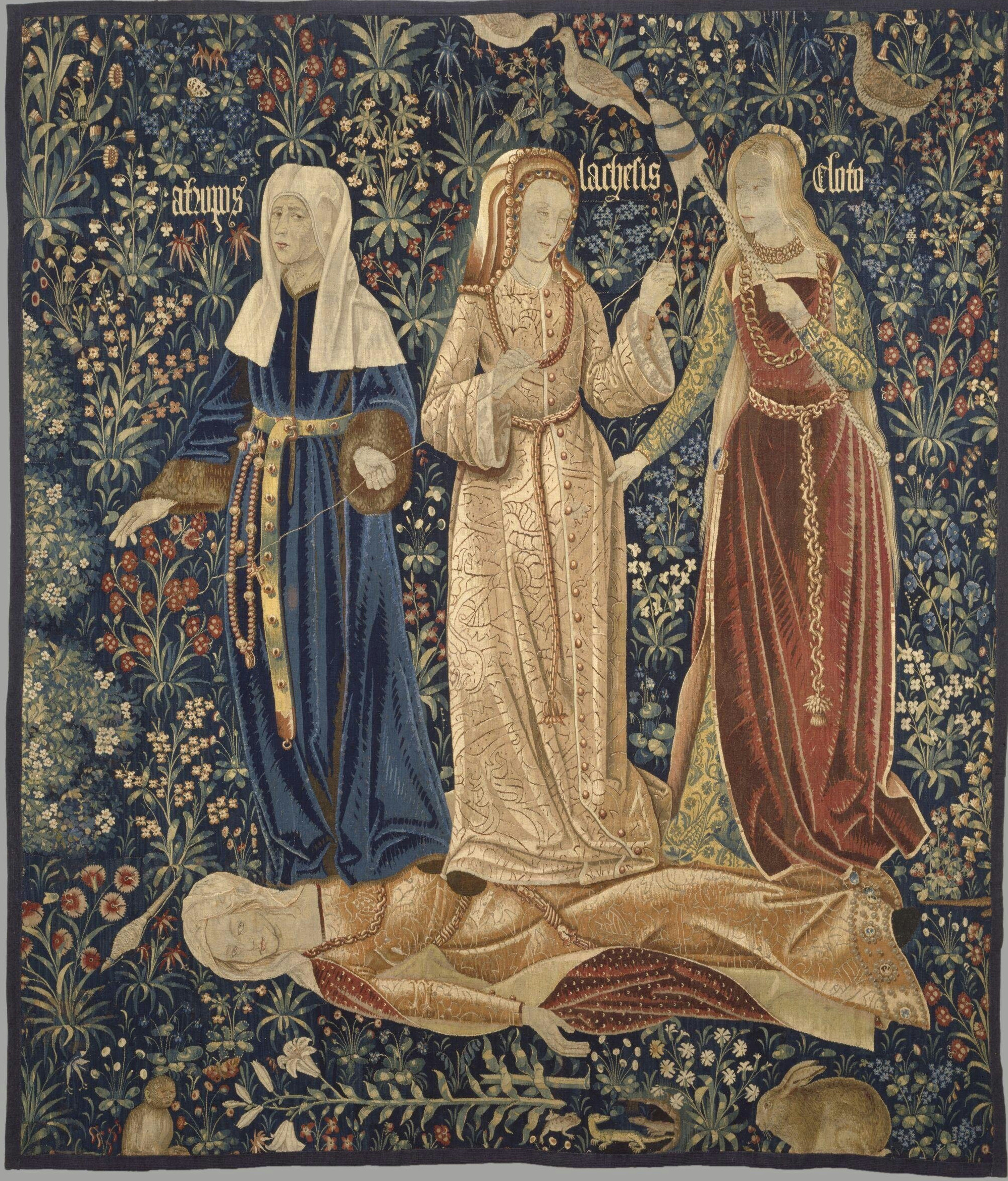
Arazzo "Il trionfo della Morte, o i Tre Fati" col tipico sfondo a millefleurs, Fiandre, c. 1510-20.

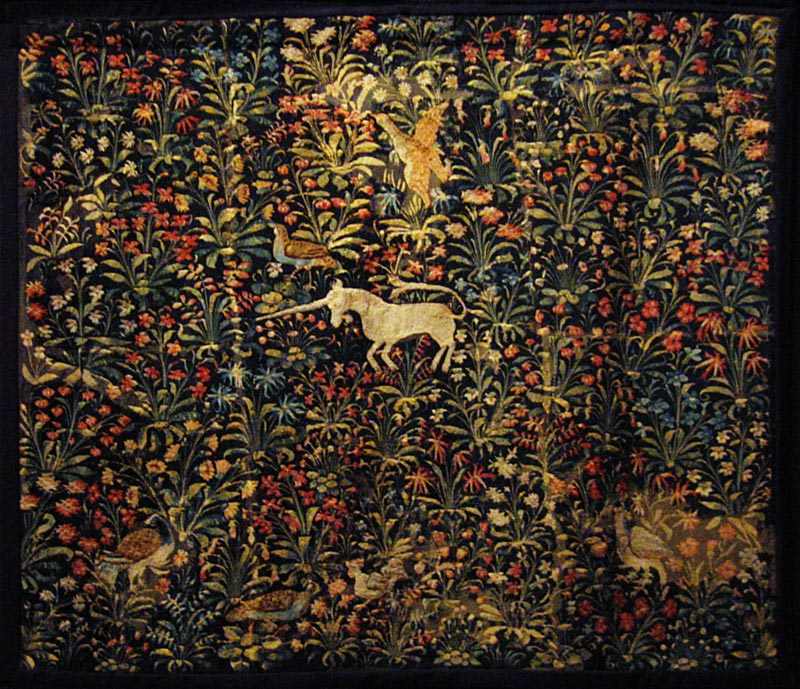
Animali e uccelli vari in scale variabili sono uno dei tratti tipici di questo stile

Millefleur, noto anche nelle varianti millefleurs, mille-fleur o in italiano stile millefiori, (dal francese: mille-fleurs, letteralmente "mille fiori") si riferisce ad uno stile per fondali pittorici contraddistinto da molti piccoli fiori e piante, spesso su sfondo verde d'erba. Esso è essenzialmente legato all'ambito dell'industria arazziera europea del tardo medioevo e del primo rinascimento, in un periodo compreso tra il 1400 ed il 1550, o più precisamente tra il 1480 ed il 1520. Lo stile ebbe una notevole ripresa ad opera dell'azienda Morris & Co in Inghilterra nel XIX secolo che lo riprese per le proprie decorazioni di tappezzeria e dalla Kelmscott Press per le sue pubblicazioni. Lo stile millefleur differisce da altri stili di decorazioni floreali come l'arabesco in molti punti in quanto i vari fiori vengono mostrati singolarmente ed in maniera non regolare. Le essenze riempiono lo spazio senza essere connesse in qualche modo tra loro. Differisce altresì dalle decorazioni di bordo dei manoscritti medievali.
Uno stile simile al millefleur si trova invece in alcuni tappeti indiani realizzati tra il 1650 ed il 1800.

## Arazzi
Nello stile millefleur le piante raffigurate sono disperse in un campo a sfondo verde che rappresenta idealmente l'erba di un prato per dare l'impressione di un vero e proprio campo di fiori che copre l'intera superficie dell'opera. All'epoca, in francese, tale tendenza era chiamata verdures. Le raffigurazioni sono perlopiù di piante fiorite e spesso se ne possono addirittura riconoscere con precisione le specie, descritte con estremo realismo, anche se questo ad ogni modo non era l'intento principale della raffigurazione. Spesso vi si trovano anche animali e talvolta figure umane disperse nella raffigurazione, spesso della medesima grandezza delle piante e quindi differenti dalla loro naturale grandezza.
Tali arazzi riportano spesso anche delle figure più grandi che però sono ascrivibili spesso ai maestri tappezzieri che lasciavano lo sfondo agli allievi della gilda, da eseguirsi su loro disegno. I soggetti erano prevalentemente secolari ma si trovano anche dei temi religiosi.
Lo stile millefleur fu molto popolare tra la fine del XV secolo e l'inizio del XVI nella tappezzeria delle Fiandre con esempi magistrali come La dama e l'unicorno o Caccia all'unicorno. Queste due opere appartengono entrambe al periodo "classico" secondo il quale ogni singolo "bouquet" o pianta era disegnato individualmente, improvvisato dai tessitori, mentre nelle epoche successive, in particolare a Bruxelles, si tenderanno a ripetere le medesime figure sul medesimo arazzo, suggerendo quindi il riutilizzo del medesimo cartone di riferimento. L'origine precisa di questi due pezzi non è nota, ma sono gli unici due esemplari di cui può essere tracciata l'origine del pagamento in un grande arazzo araldico realizzato per il duca Carlo il Calvo di Borgogna a Bruxelles, oggi parte del Museo Storico di Berna.
Lo stile si può ascrivere però come inizio anche ad opere più antiche. La serie del famoso Arazzo dell'Apocalisse (Parigi, 1377–82) hanno anch'essi sfondi coperti con motivi vegetali, ma essi sono realizzati alla maniera delle decorazioni dei codici miniati medievali, coi fiori situati appunto come era in uso sui bordi e non su tutto lo sfondo. Gli Arazzi di caccia del Devonshire (c. 1420) hanno sfondi naturalistici visti dall'alto al punto che i fiori coprono i tre quarti dell'intera scena, ma essi non possono ritenersi completamente dei millefleurs in quanto vi si trovano spesso anche tratti di mare, foresta e cielo. La Giustizia di Traiano e Erchinbaldo (c. 1450) e soprattutto Caccia all'unicorno (c. 1500) sono tra loro simili. All'epoca, anche l'arazzo La dama e l'unicorno presenta anch'essa delle caratteristiche del millefleur ormai maturo: Centralmente si trova un'isola spoglia dove troneggiano le figure principali, mentre lo sfondo è completamente riempito di fiori e piante accompagnate da vari animali ed uccelli in varia scala.
Nell'Ottocento, lo stile millefleur venne ripreso ed incorporato nei numerosi stili tappezzieri della Morris & Co. Pomona (1885) e La conquista del Graal (1895-96) della medesima ditta dimostrano l'aderenza allo stile millefleur medievale. Altri arazzi ascrivibili a questo stile sono una Adorazione dei Magi (1890) e Il fallimento di Sir Gawain (c.1890) che però utilizzano lo stile in maniera più libera, spesso lasciando spazio talvolta a tratti di cielo puramente decorativo. L'Adorazione dei Magi ad ogni modo fu uno dei disegni più popolari, con dieci versioni intessute tra il 1890-1907.

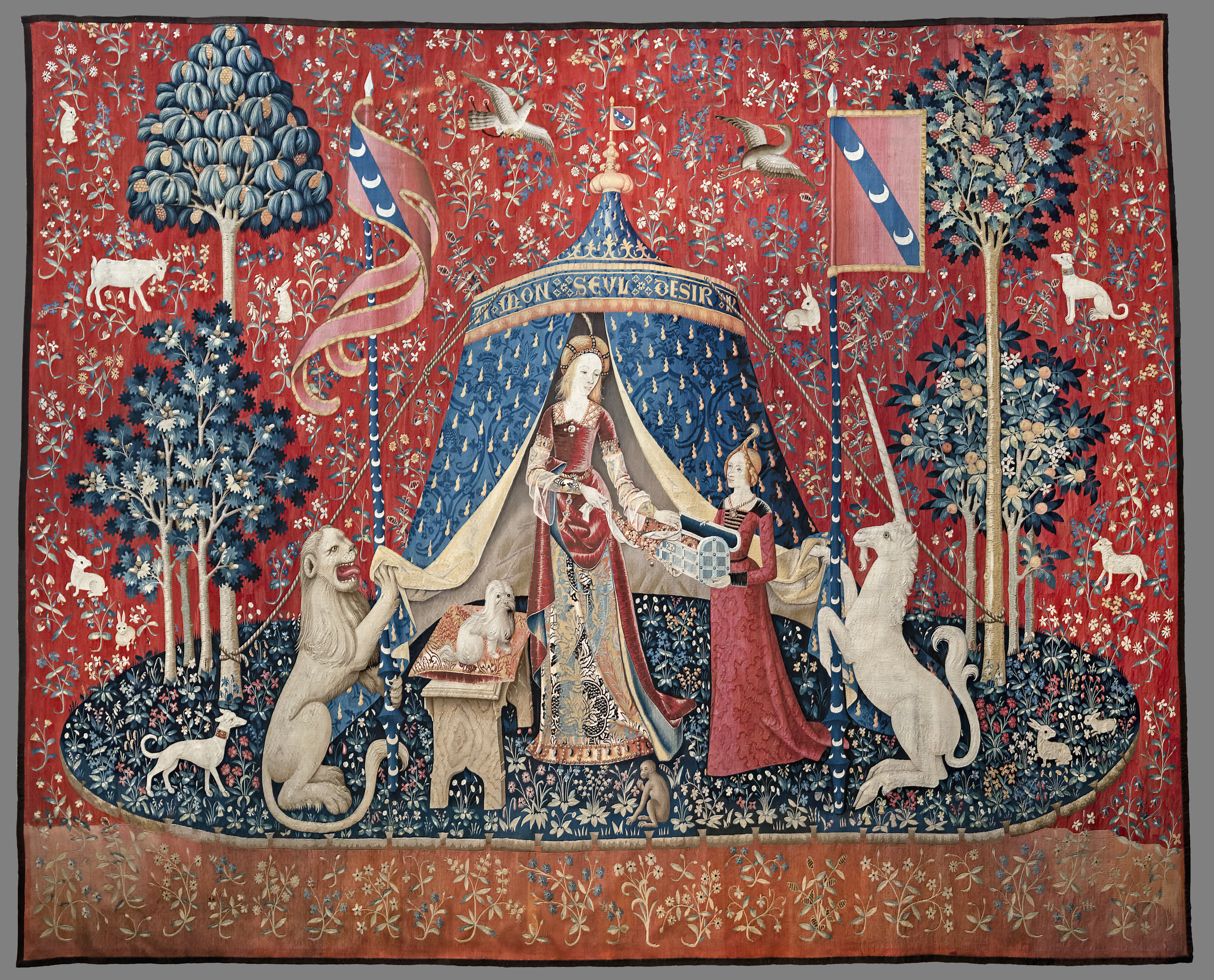
Desiderio, dalla serie La dama e l'unicorno
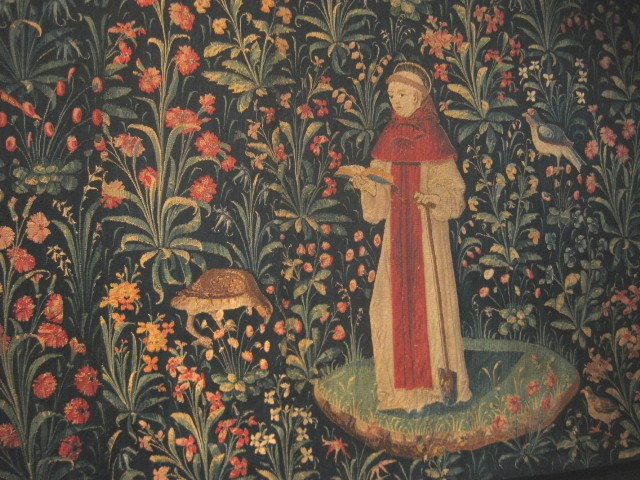
Arazzo del XV secolo
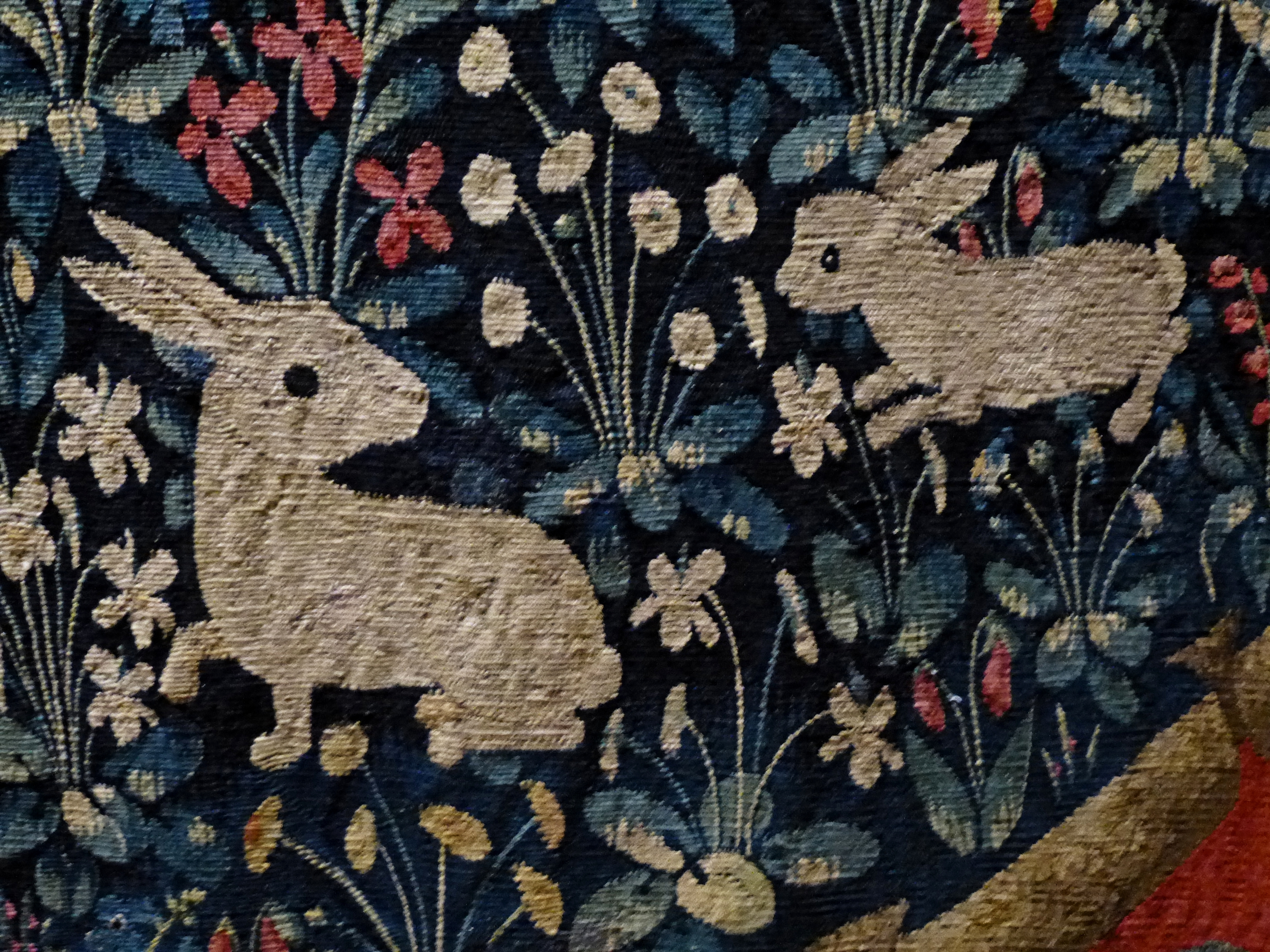
Dettaglio di un pannello della serie La dama e l'unicorno
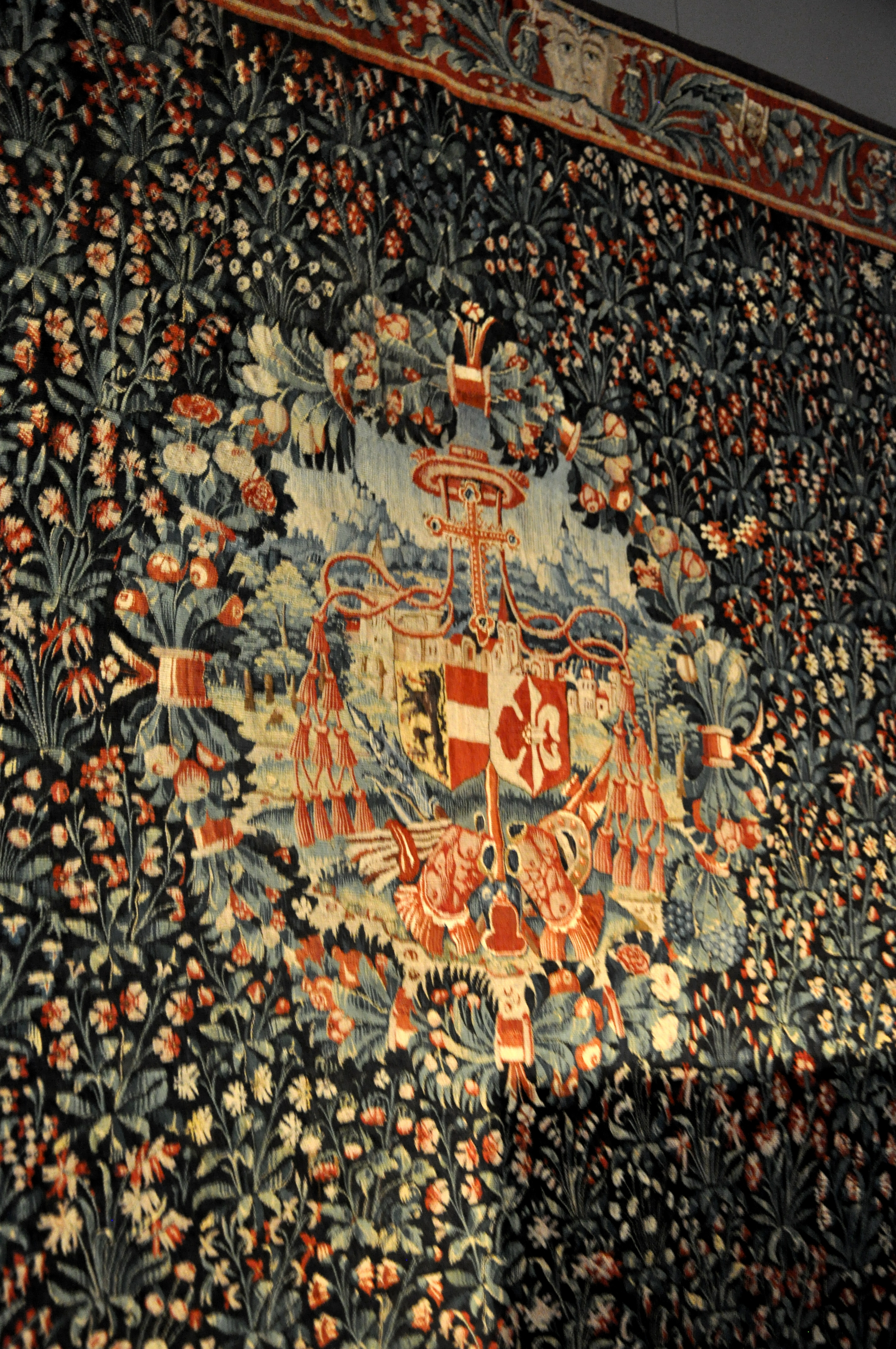
Millefleurs in un arazzo araldico per il Vescovo di Salisburgo, dopo il 1519
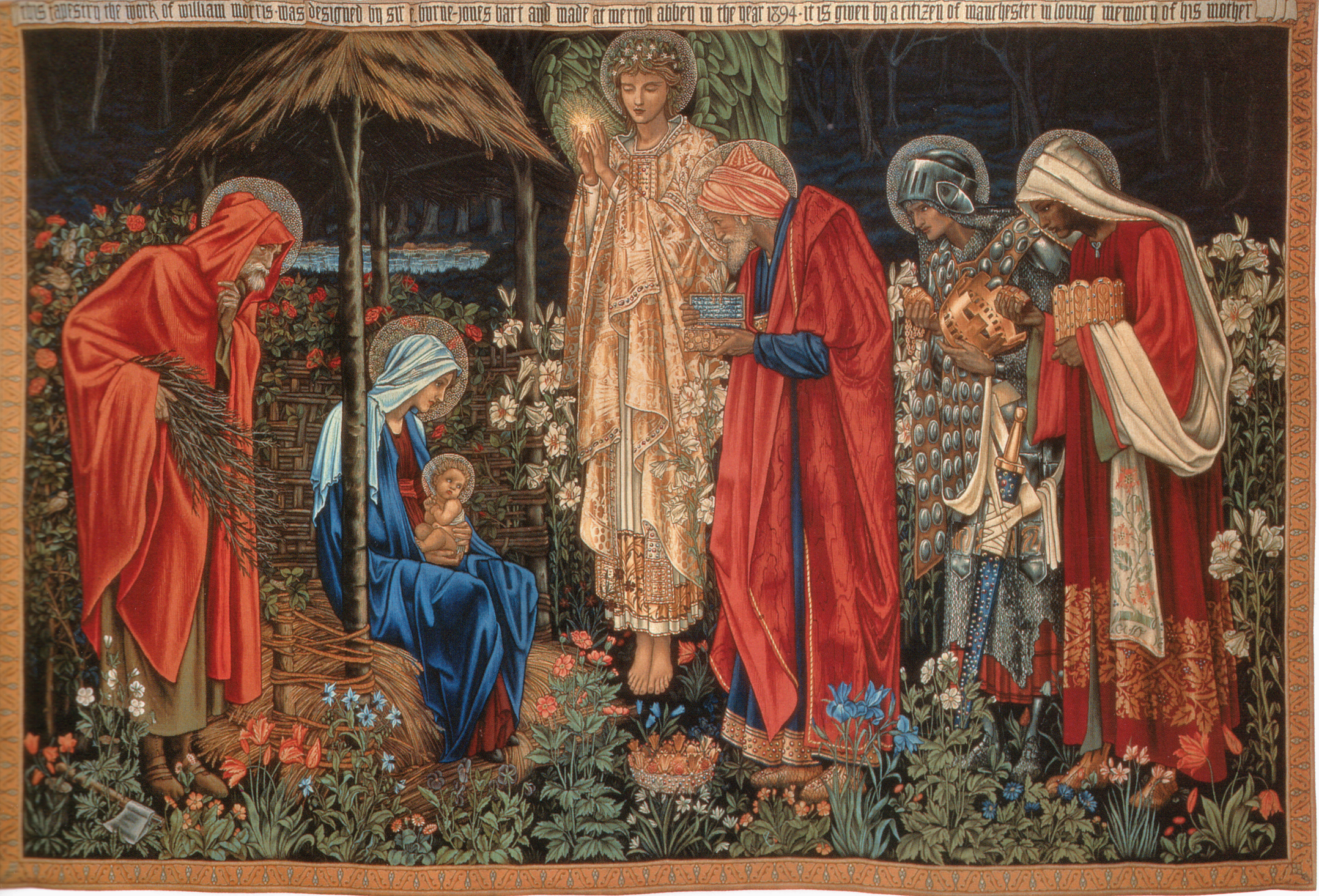
Adorazione dei Magi tessuta da Morris & Co alla fine dell'Ottocento.

## Tappeti indiani
Il termine millefleur è utilizzato anche per descrivere alcuni tappeti intessuti in India alla fine dell'era Mughal, tra la fine del XVII e la fine del XVIII secolo. Questi tappeti, ad ogni modo, differiscono molto dagli arazzi europei in quanto hanno piccoli fiori in unità ripetute, spesso in maniera irrealistica, geometrica, in mazzi o ammassi casuali. In questo stile si avvicinano di più agli arabeschi. Spesso i fiori uscenti dal medesimo stelo sono tra loro differenti per colore e per tipologia.
Queste tipologie di tappeti vennero realizzate soprattutto nel Kashmir e nel moderno Pakistan. Riflettono una combinazione di influenze europee e della tradizione decorativa mughal-persiana. Questo stile venne adottato infine anche dai persiani per realizzare dei tappeti da preghiera sino al Novecento.
La parola italiana "millefiori" indica invece uno stile decorativo ristretto al vetro.

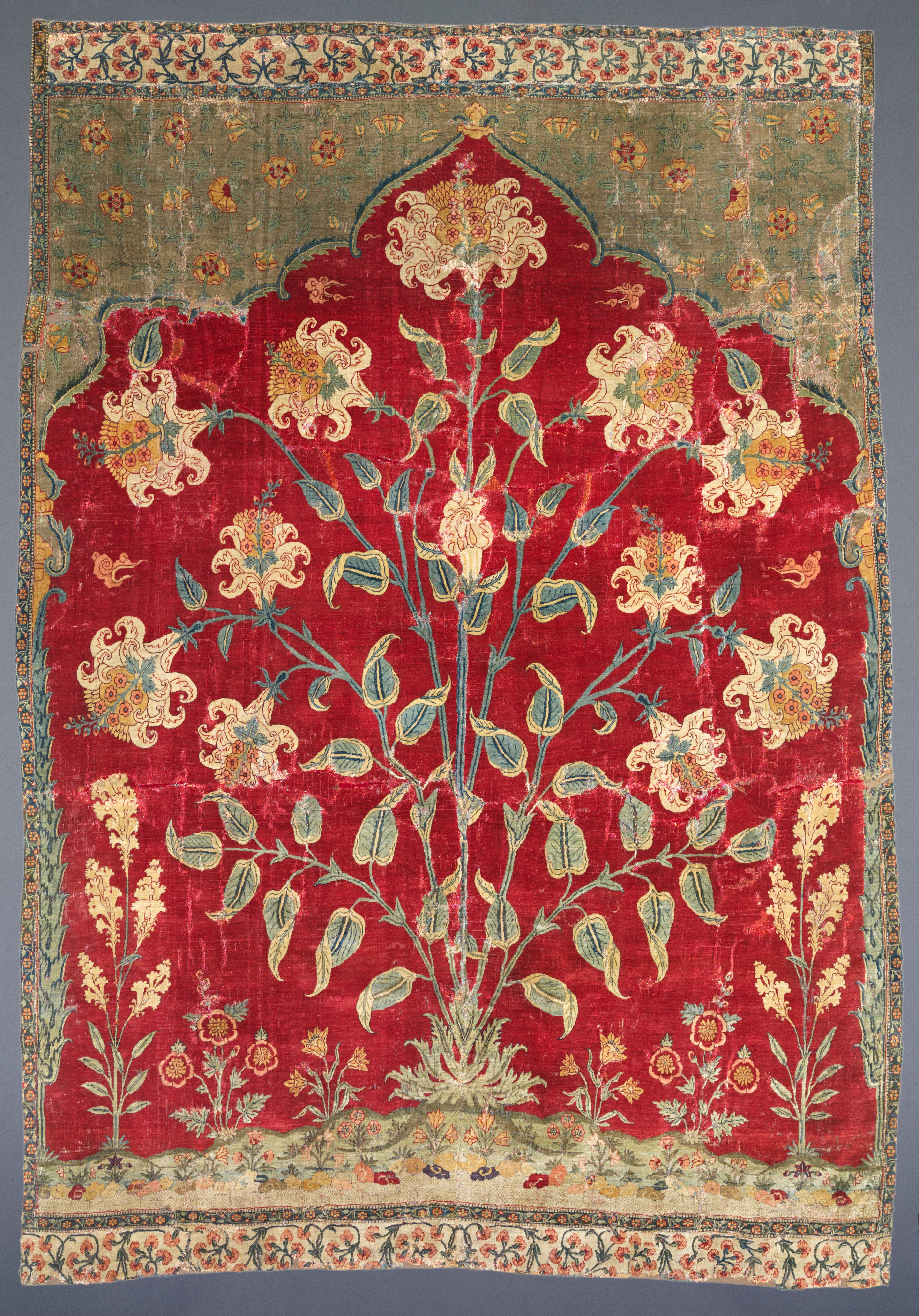
India, Frammento di un tappeto Saf, uno dei primi esempi di questo stile di tappezzeria
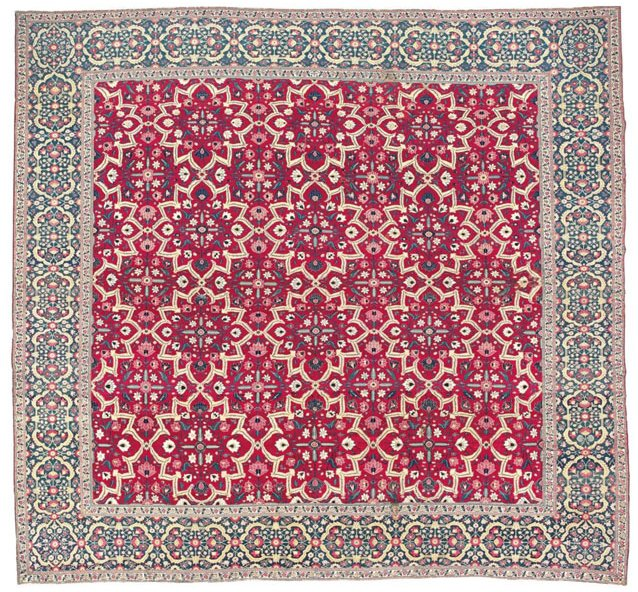
Tappeto millefleur della fine del XVII inizio del XVIII secolo dell'India mughal, ad asta di Christie's

## Altre apparizioni

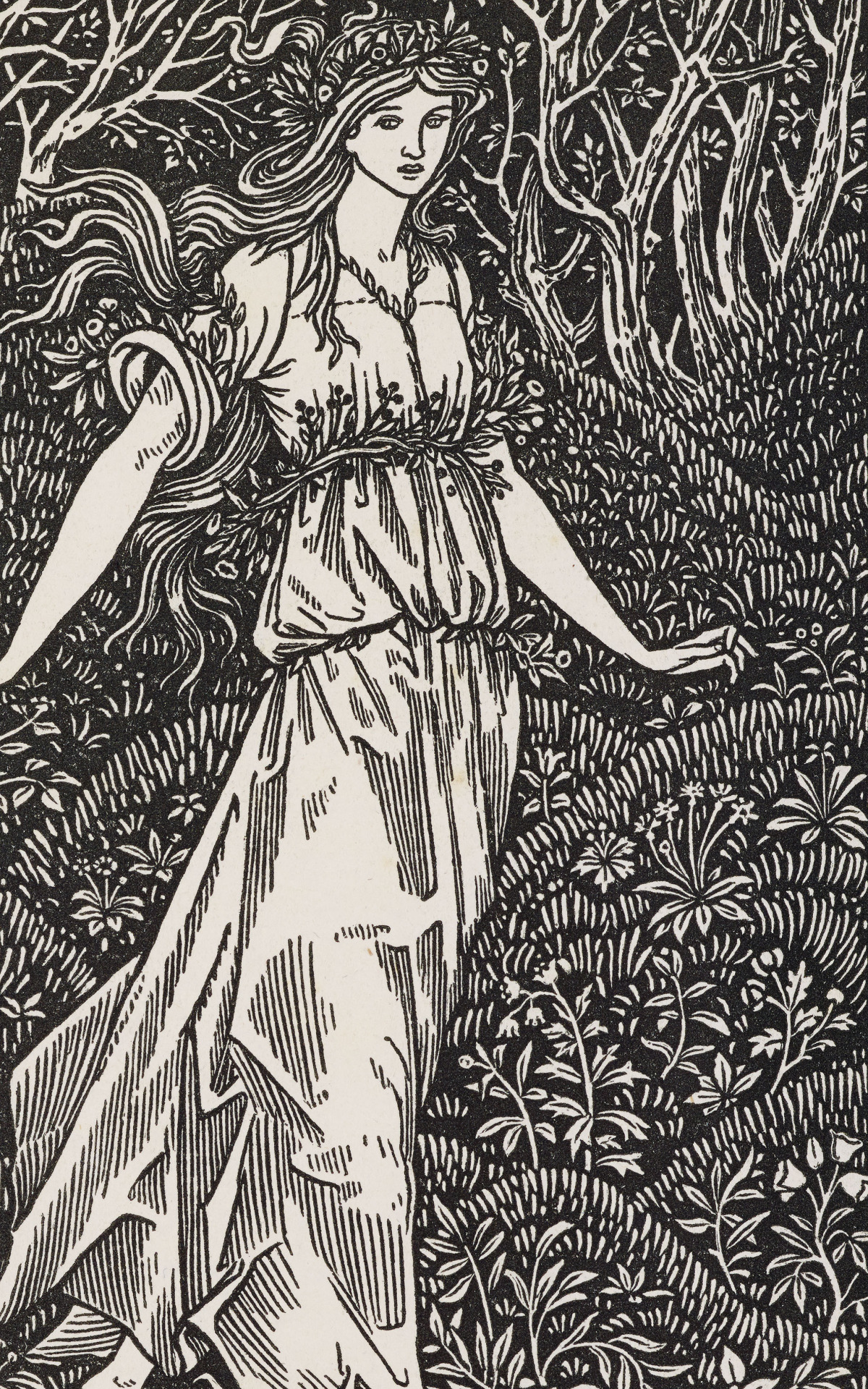
Frontespizio dell'opera di Sir Edward Burne-Jones dal titolo The Wood Beyond the Worlds (Kelmscott Press, 1894)

Lo stile millefleur è stato talvolta utilizzato liberamente per le illustrazioni delle opere di Edward Burne-Jones presso la Kelmscott Press, come nel frontespizio di The Wood Beyond the World (1894).
Lo stile millefleur è stato utilizzato da Leon Coward nel suo murales The Happy Garden of Life che si trova nel film 2BR02B: To Be or Naught to Be del 2016. I fiori nel murale sono derivati da L'unicorno in cattività tratto dalla serie de La caccia dell'unicorno.